# 漆山駅 (山形県)
漆山駅（うるしやまえき）は、山形県山形市大字漆山にある、東日本旅客鉄道（JR東日本）奥羽本線（山形線）の駅である。

## 歴史

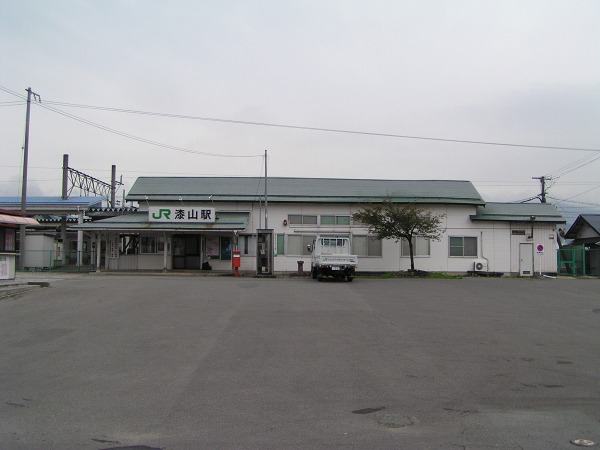
旧駅舎（2005年10月）

- 1902年（明治35年）11月1日：国有鉄道の駅として開業[2][3]。
- 1984年（昭和59年）2月1日：荷物の取り扱いを廃止[2]。
- 1987年（昭和62年）4月1日：国鉄分割民営化により、JR東日本と日本貨物鉄道（JR貨物）の駅となる[2]。
- 1997年（平成9年）9月30日：貨物列車発着の最終日。石油の輸送を終了。
- 1999年（平成11年）3月31日：JR貨物の駅が廃止され、貨物の取り扱いを終了。
- 2005年（平成17年）4月1日：無人化[3]。
- 2009年（平成21年）3月21日：駅舎を改築し、使用を開始。
- 2024年（令和6年）
  - 3月16日：ICカード「Suica」の利用が可能となる[4][5]。
  - 10月1日：えきねっとQチケのサービスを開始[1][6]。

かつては、駅周辺にある住友大阪セメント山形サービスステーションや、ジャパンオイルネットワーク山形油槽所（既に閉鎖）などへ続く専用線が駅から分岐していた。

## 駅構造
相対式ホーム2面2線を有する地上駅。互いのホームは跨線橋で連絡している。2番線が直線となる一線スルーの構造である。普通列車は駅舎側の1番線を優先して使用する。簡易Suica改札機と乗車駅証明書発行機が設置されている。
山形新幹線の新庄延伸工事が開始されるまでは2番線のあるホームの駅舎とは反対側に3番線があり2面3線であった。また、貨物列車の側線も有しており、広い構内であった。
山形駅の管理下にある。2005年（平成17年）の無人化前は、みどりの窓口のない直営駅であった。
駅舎は老朽化に伴い、2009年（平成21年）に改築された。旧駅舎は木造平屋建てで、待合室と無人化されて閉じられたままの窓口があった。

### のりば
| 番線 | 路線    | 方向 | 行先           |
| ---- | ------- | ---- | -------------- |
| 1・2 | ■山形線 | 上り | 山形・福島方面 |
| 1・2 | ■山形線 | 下り | 新庄方面       |

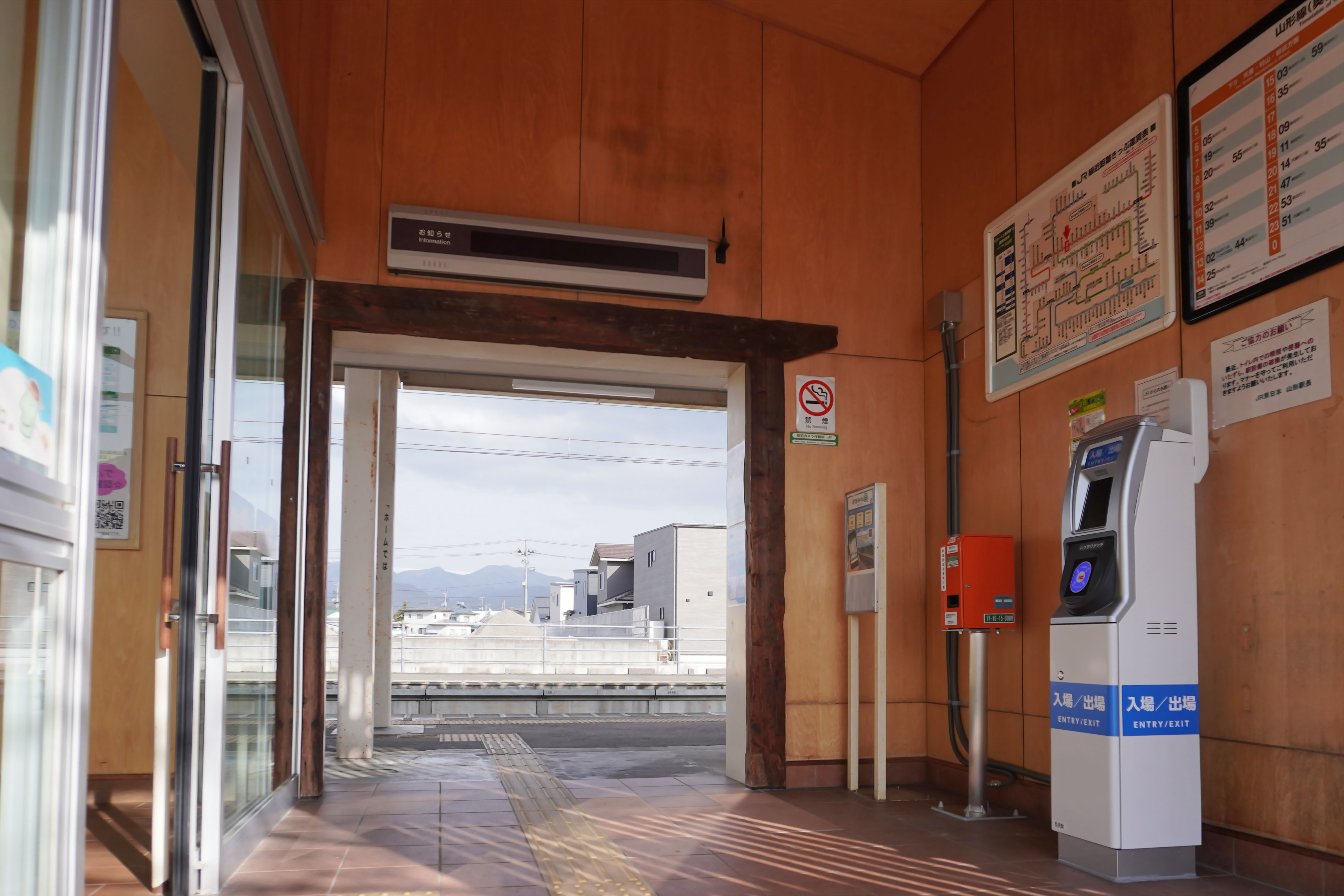
改札口（2024年3月）
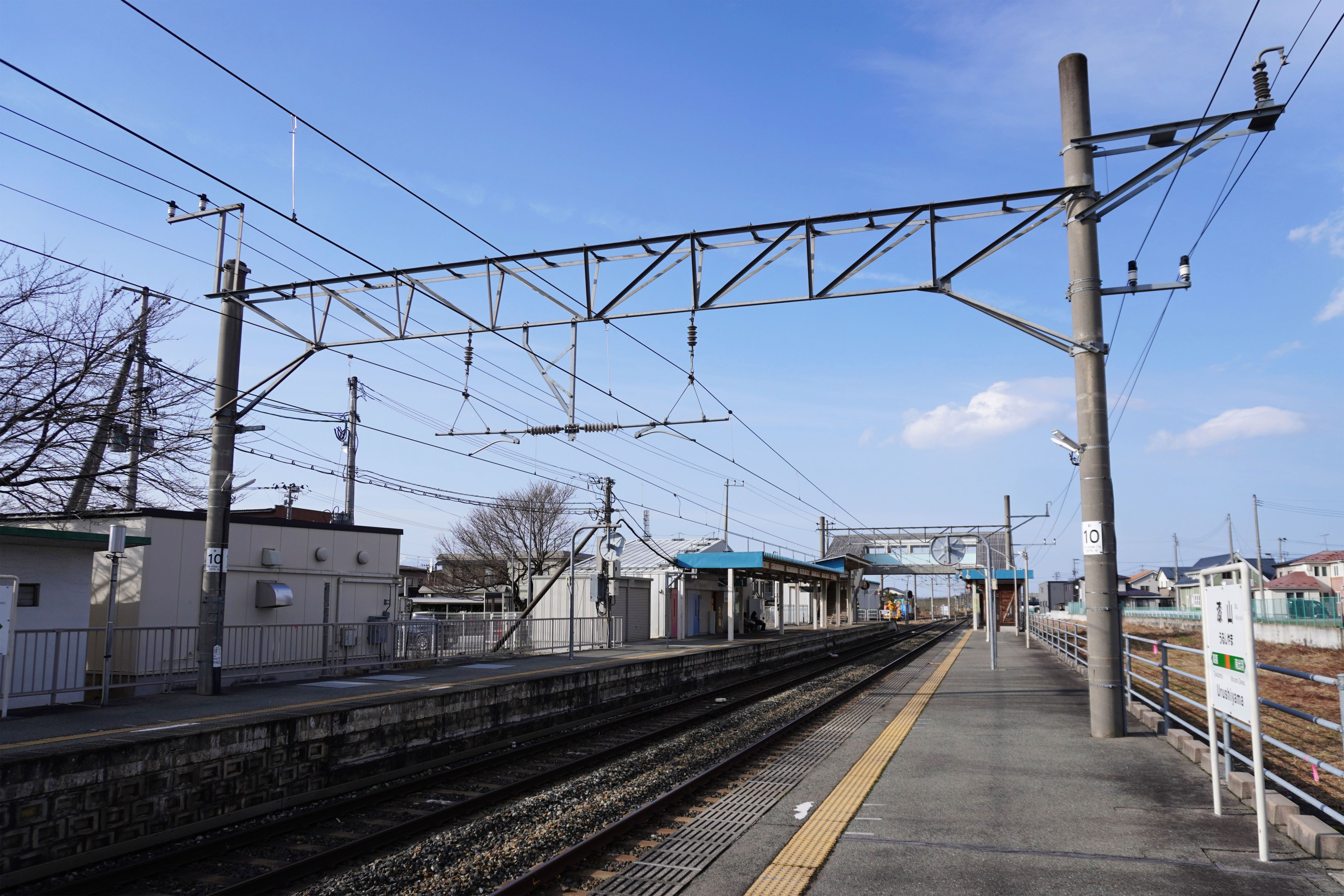
ホーム（2024年3月）

## 利用状況
JR東日本によると、2000年度（平成12年度）- 2004年度（平成16年度）の1日平均乗車人員の推移は以下のとおりであった。
| 乗車人員推移       | 乗車人員推移     | 乗車人員推移   |
| 年度               | 1日平均 乗車人員 | 出典           |
| ------------------ | ---------------- | -------------- |
| 2000年（平成12年） | 243              | [ 利用客数 1 ] |
| 2001年（平成13年） | 240              | [ 利用客数 2 ] |
| 2002年（平成14年） | 246              | [ 利用客数 3 ] |
| 2003年（平成15年） | 228              | [ 利用客数 4 ] |
| 2004年（平成16年） | 224              | [ 利用客数 5 ] |

## 駅周辺
- 山形市立出羽小学校
- 出羽郵便局
- 山形警察署漆山駐在所
- トプコン山形本社工場・西工場
- 山形刑務所

## 隣の駅
東日本旅客鉄道（JR東日本）
■山形線（奥羽本線）
南出羽駅 - 漆山駅 - 高擶駅

### 記事本文
1. 1 2 3 4 5  「駅の情報（漆山駅）：JR東日本」東日本旅客鉄道。2024年8月26日時点のオリジナルよりアーカイブ。2024年9月18日閲覧。
2. 1 2 3  石野哲 編『停車場変遷大事典 国鉄・JR編』 II（初版）、JTB、1998年10月1日、530頁。ISBN 978-4-533-02980-6。
3. 1 2  「山形県の鉄道輸送 (PDF)」『山形県』山形県鉄道利用・整備強化促進期成同盟会、2024年6月、47・52頁。2025年4月8日閲覧。
4. ↑  「山形県のSuica利用がますます便利になります! (PDF)」（プレスリリース）、東日本旅客鉄道東北本部、2023年12月15日。2023年12月15日閲覧。
5. ↑  「山形県におけるSuicaご利用駅の拡大について (PDF)」（プレスリリース）、東日本旅客鉄道仙台支社、2022年7月22日。2022年7月22日閲覧。
6. ↑  「Suicaエリア外もチケットレスで! 東北エリアから「えきねっとQチケ」がはじまります (PDF)」（プレスリリース）、東日本旅客鉄道、2024年7月11日。2024年8月4日閲覧。
7. ↑  [リンク切れ]
8. 1 2  「JR東日本：駅構内図・バリアフリー情報（漆山駅）」東日本旅客鉄道。2024年4月15日閲覧。

### 利用状況
1. ↑  「JR東日本：各駅の乗車人員（2000年度）」東日本旅客鉄道。2024年9月18日閲覧。
2. ↑  「JR東日本：各駅の乗車人員（2001年度）」東日本旅客鉄道。2024年9月18日閲覧。
3. ↑  「JR東日本：各駅の乗車人員（2002年度）」東日本旅客鉄道。2024年9月18日閲覧。
4. ↑  「JR東日本：各駅の乗車人員（2003年度）」東日本旅客鉄道。2024年9月18日閲覧。
5. ↑  「09.（図表）駅別乗車人員の推移 (PDF)」『『山形県の鉄道輸送』令和5年度版』山形県、2024年3月。2024年9月18日閲覧。